# Hobbyhorse Revolution
Hobbyhorse Revolution è un documentario del 2017 diretto da Selma Vilhunen.